# Nimbaphrynoides
A  Nimbaphrynoides a kétéltűek (Amphibia) osztályába, a békák (Anura) rendjébe és a varangyfélék (Bufonidae) családjába tartozó nem.

## Jellemzőik
A nem fajai Libéria, Elefántcsontpart és Guinea Nimba-hegységet magukba foglaló körzeteiben honosak.

## Rendszerezés
A nembe az alábbi fajok tartoznak:
- Nimbaphrynoides liberiensis[1]
- Nimbaphrynoides occidentalis